# Tomislav Barbarić
Tomislav Barbarić (Zagreb, 29 de março de 1989) é um futebolista croata. Joga no Dínamo Zagreb.